# Sélim Sasson
Pour les articles homonymes, voir Sasson.
 (avril 2025).
Motif : Tant sur le fond que sur la forme (les références sont très incomplète)
Sélim Sasson est un critique de cinéma né à Paris le 18 décembre 1929 et mort à Uccle (Bruxelles) le 22 février 2002. Il était connu comme le « Monsieur cinéma » de la RTBF.

## Biographie
Lors de l’exposition « la fin et les moyens » 19-28.3.1949 du « groupe surréaliste-révolutionnaire adhérent à Cobra « à la Rotonde, rue Ravenstein, Bruxelles, aux côtés de Pol Bury, Corneille, Karl Appel, Christian Dotremont, Asger Jorn, il présente 2 oeuvres « l’évasion » et « le regardeur de ciel » (Bulletin Cobra nr2 21.3.1949)
Historien de l'art diplômé de l'ULB,  Sélim Sasson entre à la radio en 1955.  Dès 1956, il devient commentateur de séquences consacrées à l'art (Cartons pour nos cimaises, puis Le Monde des formes.)
Rapidement, il quitte les studios d'enregistrement et prend le chemin des plateaux de télévision où, dès 1961, il présente des émissions sur l'actualité cinématographique, il crée la célèbre émission sur le cinéma Le Carrousel aux images qui fait la part belle aux interviews des plus grandes stars du 7e art jusqu'en 1986,,. Et aussi, toujours consacrées au 7e art, Cinéscope (longs entretiens consacrés au cinéma diffusés entre 1981 et 1991. Sélim Sasson et Arlette Vincent en sont les principaux présentateurs), Six nez en l'air (débats), Les films se font du cinéma (dialogues entre différents films, grâce au montage, autour d'un thème).
À la suite d'un plan de rationalisation de la RTBF, Sélim Sasson disparaît du petit écran et souffre d'une dépression.
Il meurt le 22 février 2002.

## Anecdotes
Jean-Pierre Melville a dit : « Messieurs, voici le journaliste le plus intelligent que j'aie rencontré ! »[réf. nécessaire]
Aujourd'hui, beaucoup regrettent la qualité de ses émissions.